# Великомихайловски район
Великомихайливски район се намира в централната част на Одеска област, Украйна. Общата му площ е 1436 км2. Административен център е селището от градски тип Велика Михайливка.

## География
Районът се състои от 82 населени места.

## Население
Населението на района е 31 100 души, от тях: украинци - 79 %, руснаци - 14,5 %, българи - 10 %, молдовци - 3,2 %, арменци - 0,2 %, гагаузи - 0,1 %, беларуси – 0,1 %, и др.